# Endoderme aboral
L’endoderme aboral est chez les scléractiniaires un tissu organique du derme aboral en contact avec le coelentéron.

## Description

Derme aboral d'un polype.

Sa composition est identique à celle de l'endoderme oral.